# Jacobse en Van Es
F. Jacobse en Tedje van Es zijn twee typetjes van het duo Van Kooten en De Bie. Jacobse werd gespeeld door Kees van Kooten en Van Es door Wim de Bie. Jacobse en Van Es zijn twee Hagenezen met een sterk Haags accent. De beide heren staan bekend als Vrije Jongens, een term die door henzelf is geïntroduceerd. Dit neologisme van Van Kooten en De Bie is in de Nederlandse taal een gevleugelde uitdrukking geworden, die vaak wordt geassocieerd met zwartwerkers en obscure activiteiten in de sfeer of met het air van oplichting, sluw voordeel ("handeltjes") en kleine criminaliteit.
F. Jacobse (F. staat voor Frederik) is de leperik van het duo, hoewel hij er soms met ingewikkelde woorden en buitenlandse namen ook aardig op los knoeit. Zo verbastert hij Ronald Reagan tot Roland Regen en Brezjnev tot Brenzef. Jacobse is te herkennen aan zijn ietwat gangster-achtige uitstraling: zwart glad haar en een snorretje, een blauw pak met een rode das, witte sportschoenen en (wanneer hij buiten loopt) een bruine bontjas. Tedje van Es is minder slim dan Jacobse. Hij is vooral een goeiige sul, die zich vaak genoeg (al dan niet door Jacobse zelf) laat tillen. Van Es is te herkennen aan zijn leren motorjack, strakke broek en cowboylaarzen, evenals zijn grote snor, die doorloopt in zijn bakkebaarden. Hun eerste sketch als duo bij Van Kooten en De Bie verscheen in 1979 op de televisie. Ze waren vervolgens twee seizoenen lang prominent aanwezig. In de jaren daarna verschenen ze tot in 1988 nog maar drie maal op de televisie. Bijna alle fragmenten begonnen met het intro van de Chic Cheer van de groep Chic. In een aantal fragmenten werd het nummer Night Drive van James Last gebruikt.

## Het begin

### Jeugdjaren
Op 25 mei 1980 verscheen er op de televisie een compilatie van het seizoen die geheel aan hen gewijd was. Hierin blikten Jacobse en Van Es in de Haagse Schilderswijk terug op hun jeugd. Het bleek dat ze al behoorlijk hard moesten werken voor hun centen in die tijd. Op school haalden ze veel streken uit, waarop de meester hen vaak bont en blauw sloeg. Van Es werd uiteindelijk van school getrapt. Jacobse probeerde toelating te doen voor de handelsdagschool, maar zakte (naar eigen zeggen op één duizendste punt). Ook belandden ze daarna, door de jaren heen zo'n tien keer in de strafgevangenis van Scheveningen.

### Voor het eerst op televisie (1978)
Op 24 september 1978 verscheen Tedje van Es voor het eerst op de televisie (nog zonder snor), als voorzitter van de Nederlandse vereniging van de (fictieve) sport Bouncing. Op 12 november van dat jaar debuteerde F. Jacobse als een handelaar in goedkope wijnen. Op 27 mei 1979 verschenen ze voor het eerst als duo in een uitzending van het Humanistisch Verbond, waarin ze het lied Lang zullen we leven in de ethica zongen. Pas op 7 oktober 1979 verscheen de eerste echte sketch van het duo bij Van Kooten en De Bie.

## Vrije Jongens
In dit seizoen stond het thema centraal dat Jacobse en Van Es al jaren werkloos waren, maar op allerlei manieren geld probeerden bij te verdienen. Onder andere door (gouden) tanden te trekken, of als verhuizers te werken. De sketch in een zoetstofwisselingskliniek, waar ze onder de namen Dr. Jacobo en Dr. Theodoor van Essen (of Broeder Vanessa) mensen genazen door hen in te smeren met bijvoorbeeld jam of honing was een persiflage op het programma Wat heet beter van de NOS, waarin vrij kritiekloos allerlei alternatieve geneeswijzen werden vertoond. De sketch heette dan ook Beter Weten en werd begeleid door het intro van het echte programma. Het bekendst is waarschijnlijk de sketch waarin Jacobse en Van Es samen zogenaamd een tuin winterklaar gaan maken van een warrige oude dame (gespeeld door Joekie Broedelet) en het "scheurgras" behandelen door er basterdsuiker, dat aangeprezen werd als neutronenkorrels, over te strooien. Ook begonnen ze samen Maison Prettyboy (voor al uw "dameswensen") en gingen ze uiteindelijk zelfs in cocaïne handelen.

## De Tegenpartij
Op 30 december 1979 kaapten Jacobse en Van Es de studio van het programma en namen de presentatie zelf in handen. Hierbij spuiden zij hun gal over allerlei zaken in de politiek waar ze het niet mee eens waren. Blijkbaar kregen de geestelijke vaders Van Kooten en De Bie hierdoor de smaak te pakken, zodat ze al snel meer politieke scènes met het duo maakten.
In 1980 verscheen de LP Op hun pik getrapt, genoemd naar de naam die het televisieprogramma het afgelopen seizoen had gedragen. Hierop werd een discussie gehouden door enkele prominente types uit het programma. Toen de panelleden zich voorstelden vermeldde Jacobse erevoorzitter van de Tegenpartij te zijn. Van Es zat tot genoegen van Cock van der Laak en tot ongenoegen van Cor van der Laak met Cock te flirten. Al gauw zetten ze de discussie naar eigen hand door Cor van der Laak weg te pesten waarbij zijn vrouw Cock maar met moeite met hem mee ging, waarop Walter de Rochebrune klaagde dat hij het 'een beschamende bijeenkomst' vond, waarop Jacobse hem de deur uit gooide. Vervolgens werd Van Kooten met een oorvijg simpelweg de deur uitgezet en door Van Es 'de heer Elvis Costello senior' genoemd. Uiteindelijk werd ook voorzitter Wim de Bie er door Jacobse onder lichte dwang uitgezet en door Van Es uitgemaakt voor pratende lantaarnpaal. Hierna gaven beiden genadeloos af op hun financiële toestanden en de belastingen (voorlopige aanslag 1981 terwijl het nog 1980 was). Ook hadden ze het over Leo de Haringkoning van het Rijswijkseplein, die zich met haringkar en al voor de trein had gegooid nadat de belastingdienst zijn prikkertjes had geteld. Van Es wilde zijn kinderen geen digitaal horloge met wijzers geven, maar nam hij er zelf wel een omdat hij zich nog te vaak vergiste met alleen digitaal. Verder riepen ze alle Vrije Jongens op om lid te worden van de Tegenpartij.
Ook in het hierop volgende seizoen namen zij met hun Tegenpartij in het programma van Van Kooten en De Bie een prominente plaats in. De populariteit van de (sterk rechts-populistische) partij steeg enorm. Bekende slogans van de Tegenpartij waren:
- Geen gezeik, iedereen rijk
- Samen voor ons eigen, laat de rest de rambam krijgen
- Stemp de Tegenpartij!
- Laat ze zelf eens een keer bezuinigen
- Honderdtwintig? Dat rijden wij al in z'n achteruit!

Jacobse noemde de partij een 'partij voor alle Nederlanders die niet meer tegen Nederland kenne'. En de naam van het verkiezingsprogramma van de partij luidde Rugop '81, een persiflage op Bestek'81.
Jacobse en Van Es presenteerden in een van de afleveringen een nieuwe kaart van Nederland. Ze lieten zien dat het volgens de visie van de Tegenpartij nodig was om gebieden aan te wijzen waar de verschillende groepen buitenlanders zich moesten vestigen (naar model van de Zuid-Afrikaanse thuislanden). Drenthe zou op die manier bijvoorbeeld veranderen in Turkenburg en de waddeneilanden in Grieksel. De Randstad zou blank worden (Blankstad) en voor buitenlanders uitsluitend toegankelijk met een pasje. Als voordeel werd opgevoerd dat voortaan vakantie in eigen land kon worden gehouden als was het de Tunesische kust.

### Couppoging en dood
Het geluk mocht niet duren. Jacobse en Van Es beginnen ongeduldig te worden en op 10 mei 1981 werd bijna de gehele uitzending van Koot en Bie in beslag genomen door een vreselijke toestand in Den Haag: Jacobse en Van Es hadden het gebouw van de Tweede Kamer bezet en eisten de heerschappij op! Er volgde een korte schietpartij op het Binnenhof, waarna twee slachtoffers werden afgevoerd. Onderweg naar het ziekenhuis overleden deze twee personen. Het waren Jacobse en Van Es. Ongeveer een jaar later verklaarde het duo echter dat hun dood in scène was gezet.
De geënsceneerde schietpartij was voor Van Kooten en De Bie een protest, omdat hun parodie 'echte trekken' dreigde aan te nemen. Al speelde ook mee dat ze voelden dat de mogelijkheden van de typetjes uitgeput raakten. Veel écht bestaande extreemrechtsen verklaarden namelijk openlijk het volstrekt eens te zijn met de fictieve Tegenpartij en het een geweldige partij te vinden. De Tegenpartij sloeg aan bij een deel van het kiezerspubliek en stond zelfs op enkele zetels in de peilingen. Terwijl het juist de bedoeling van Van Kooten en De Bie was om het bedenkelijke karakter van dergelijke partijen aan de kaak te stellen. De sportvereniging van de partij, 'Wij Ontspannen Door Alleen Natuur' (WODAN), leek sterk op een knokploeg.
Achteraf hadden Van Kooten en De Bie wel spijt van de geënsceneerde schietpartij en het afvoeren van beide typetjes, omdat Jacobse en Van Es erg leuk om te spelen waren.
Korte tijd na hun "dood" verscheen de 45 toeren-maxisingle Gouden Doden; de nagelaten tapes van Jacobse en Van Es, waarop te horen was hoe Jacobse en Van Es van plan waren na de verkiezingen te werk te gaan. Ze verwachtten 17 tot 36 zetels te halen.
Jacobse gaf Van Es uitleg hoe de koningin te adviseren in de formatie en stelde voor de koningin de 'waarheid' over de fractievoorzitters te vertellen zoals "Weet U dat "De Uyl" helemaal geen Engels kent, dat Wiegel net zijn sigaar in uw begonia heeft uitgedrukt en dat Terlouw tussen twee etages in de facelift is blijven hangen".
Ook werden de ministersposten al verdeeld ("De dameszetels voor Tilly en Willy van Maison Yvonne en Henkie de Knip van reisburo Tornado op Buitenlandse Zaken"), waarbij de CDA-fractie monddood zou worden gemaakt door een sexclubeigenaar (die minister zou worden), die volgens Jacobse de halve CDA-fractie in het schuimbad had liggen.
De plaat werd zogenaamd uitgegeven door Karel van Es (broer van Tedje), als eerbetoon aan beiden, maar "...ook omdat ik nog geld van hun kreeg".

## Terugkomst
Op 11 april 1982 verscheen het duo weer in de uitzending en verklaarde dat hun dood in scène gezet was, zodat ze naar Zuid-Amerika konden vertrekken waar Jacobse het tot kolonel in het Argentijnse leger schopte. Weliswaar was hun rol nu niet meer prominent, maar toch bleven ze achter de hand voor bepaalde gelegenheden. Voor de videoband Vier vuisten op één buik bundelden Van Kooten en De Bie niet alleen de sketches over Jacobse en Van Es, maar namen ze ook nog enkele nieuwe op. Door een bizar toeval filmden Van Kooten en De Bie in 1983 een scène over Jacobse en Van Es op het terrein in het Amsterdamse havengebied waar bierbrouwer Freddy Heineken gevangengehouden werd. Na de bevrijding van Heineken en zijn chauffeur Doderer omschreef een politie-functionaris het industrieterrein ook als een ‘Jacobse en Van Es-terrein’.
In 1984 verschenen ze nogmaals op televisie om uit te leggen dat Vrije Jongens geen Zware Jongens zijn en ze tegenwoordig veel legaal deden. In 1988 was hun laatste televisie-optreden, met het plan om een Grand Prix op en om het Binnenhof te houden. In 2005 werd de cd De Typeplanner opgenomen, waarop te horen valt wat voor "linkigheidjes" Jacobse en Van Es toepassen in het verkeer. Daarna werd er niets meer van hen vernomen, totdat werd aangekondigd dat op 12 maart 2010 Jacobse & Van Es hun opwachting zouden maken in "From Kooten and The Bie - Forever Young", een bloemlezing op het thema van de Boekenweek.